# Francesco Colasuonno
Francesco Colasuonno (Grumo Appula, 2 gennaio 1925 – Grumo Appula, 31 maggio 2003) è stato un cardinale e arcivescovo cattolico italiano.

## Biografia
Nacque a Grumo Appula (provincia di Bari) il 2 gennaio 1925 da Giuseppe Colasuonno e Maria Panzarino. Fu ordinato sacerdote il 28 settembre del 1947 nella chiesa di Santa Maria Assunta di Grumo Appula dall'arcivescovo di Bari e Canosa Marcello Mimmi. Dopo aver conseguito a Roma la laurea in Teologia e in Diritto Canonico entrò nel Servizio Diplomatico della Santa Sede nel 1958.
Prestò il suo servizio nella Segreteria di Stato della Santa Sede fino al 1962 nell'allora Sezione per gli Affari Ecclesiastici Straordinari, come collaboratore del pro-segretario di Stato Domenico Tardini. Dopo la morte del cardinale Tardini svolse la propria opera presso le rappresentanze pontificie negli Stati Uniti d'America per cinque anni e mezzo; in India per cinque anni; e, quale incaricato d'affari ad interim, a Taipei.
Il 6 dicembre 1974 fu eletto arcivescovo titolare di Tronto e allo stesso tempo nominato primo delegato apostolico in Mozambico. L'ordinazione episcopale ebbe luogo nella cattedrale di Bari il 9 febbraio 1975 per le mani del cardinale Corrado Ursi, Arcivescovo di Napoli, assistito dall'arcivescovo indiano Simon D. Lourdusamy e dall'arcivescovo di Bari e Canosa Anastasio Alberto Ballestrero.
Il 7 marzo 1981 fu nominato pro-nunzio apostolico in Zimbabwe. L'8 gennaio 1985 ricevette la nomina a pro-nunzio apostolico in Jugoslavia (lasciava così l'Africa dopo dieci anni di servizio). Il 19 aprile 1986 fu nominato nunzio apostolico con incarichi speciali e capo della delegazione della Santa Sede per i contatti permanenti di lavoro con la Repubblica di Polonia.
Il 15 marzo 1990 fu nominato rappresentante della Santa Sede presso l'Unione delle Repubbliche Socialiste Sovietiche (URSS), con rango personale di nunzio apostolico. I quattro anni del suo servizio diplomatico a Mosca furono d'importanza fondamentale non solo per i rapporti con la Santa Sede, ma anche per la rinascita della Chiesa cattolica dopo la lunga persecuzione nei territori che precedentemente facevano parte dell'Unione Sovietica.
Il 12 novembre 1994 fu nominato nunzio apostolico in Italia e il 22 aprile 1995 nunzio apostolico a San Marino. Nell'ottobre 1997 celebrò il cinquantesimo anniversario dell'ordinazione sacerdotale: prima a Bari, nella chiesa del Preziosissimo Sangue, poi a Grumo Appula, suo paese natale, dove fu accolto con grandissimi onori dal sindaco e dall'intera cittadinanza. Nella chiesa dove nel 1947 era stato ordinato sacerdote presiedette la concelebrazione eucaristica. All'omelia ringraziò, commosso, papa Giovanni Paolo II e coloro che ha servito direttamente alla Santa Sede: dai pontefici Pio XII, Giovanni XXIII, Paolo VI e Giovanni Paolo I al cardinale Domenico Tardini.
Giovanni Paolo II lo creò cardinale nel concistoro del 21 febbraio 1998, assegnandogli la diaconia di Sant'Eugenio. Dopo tre giorni, a Roma, fu insignito dell'onorificenza di cavaliere di gran croce dell'Ordine al merito della Repubblica Italiana. Si spense il 31 maggio 2003 all'età di 78 anni; fu sepolto, per suo desiderio, nella chiesa di Santa Maria Assunta di Grumo Appula.

## Genealogia episcopale e successione apostolica
La genealogia episcopale è:
- Cardinale Scipione Rebiba
- Cardinale Giulio Antonio Santori
- Cardinale Girolamo Bernerio, O.P.
- Arcivescovo Galeazzo Sanvitale
- Cardinale Ludovico Ludovisi
- Cardinale Luigi Caetani
- Cardinale Ulderico Carpegna
- Cardinale Paluzzo Paluzzi Altieri degli Albertoni
- Papa Benedetto XIII
- Papa Benedetto XIV
- Papa Clemente XIII
- Cardinale Marcantonio Colonna
- Cardinale Giacinto Sigismondo Gerdil, B.
- Cardinale Giulio Maria della Somaglia
- Cardinale Carlo Odescalchi, S.I.
- Cardinale Costantino Patrizi Naro
- Cardinale Lucido Maria Parocchi
- Papa Pio X
- Papa Benedetto XV
- Papa Pio XII
- Cardinale Carlo Confalonieri
- Cardinale Corrado Ursi
- Cardinale Francesco Colasuonno

La successione apostolica è:
- Vescovo Bernardo Filipe Governo, O.F.M.Cap. (1976)
- Arcivescovo Ján Sokol (1988)
- Vescovo Gheorghi Ivanov Jovcev (1988)
- Arcivescovo György-Miklós Jakubínyi (1990)
- Vescovo Pál Reizer (1990)
- Vescovo Jan Purwinski (1991)
- Arcivescovo Jan Paweł Lenga, M.I.C. (1991)
- Cardinale Jānis Pujats (1991)
- Vescovo Joseph Werth, S.I. (1991)
- Vescovo Janis Bulis (1991)
- Arcivescovo Michele Seccia (1997)